# Timoneda d'Alfés
Timoneda d'Alfés és el darrer gran erm estèpic que resta a Catalunya. Situada a Alfés (Lleida) a 200 m d'altitud sobre el nivell del mar, té una superfície aproximada d'unes 107 ha i conserva les característiques d'una estepa àrida continental, amb una geomorfologia d'altiplà i un sòl ric en carbonats.
L'origen dels terrenys que actualment ocupa, eren camps de conreu, que l'any 1933 la Generalitat va expropiar als seus propietaris per construir-hi un camp d'aviació amb finalitats militars, amb el compromís de retornar els terrenys als seus propietaris un cop finalitzat l'ús militar. A partir de l'any 1951, l'aeròdrom comparteix usos militars i esportius amb el Reial Aeri Club de Lleida, posteriorment l'exèrcit de l'aire abandona les instal·lacions i queda l'Aeri Club de Lleida com a principal usuari.
L'any 1980, després de reiterades denúncies per part dels hereus dels antics propietaris, un jutge sentencia que cal retornar els terrenys als seus antics propietaris per al seu ús agrícola. Finalment, l'exèrcit de l'aire amb col·laboració amb el Reial Aeri Club de Lleida, compra els terrenys i s'evita la destrucció de l'espai. Posteriorment, la Generalitat compra els terrenys, propietària fins a l'actualitat.
La creació d'aquest espai natural, es deu al cessament de les activitats agrícoles des de l'any 1933 fins a l'actualitat per permetre l'ús aeronàutic, aquestes activitats agrícoles es duien a terme en els terrenys que ocupa l'aeròdrom, que actualment ja es troba fora de servei.

## Flora

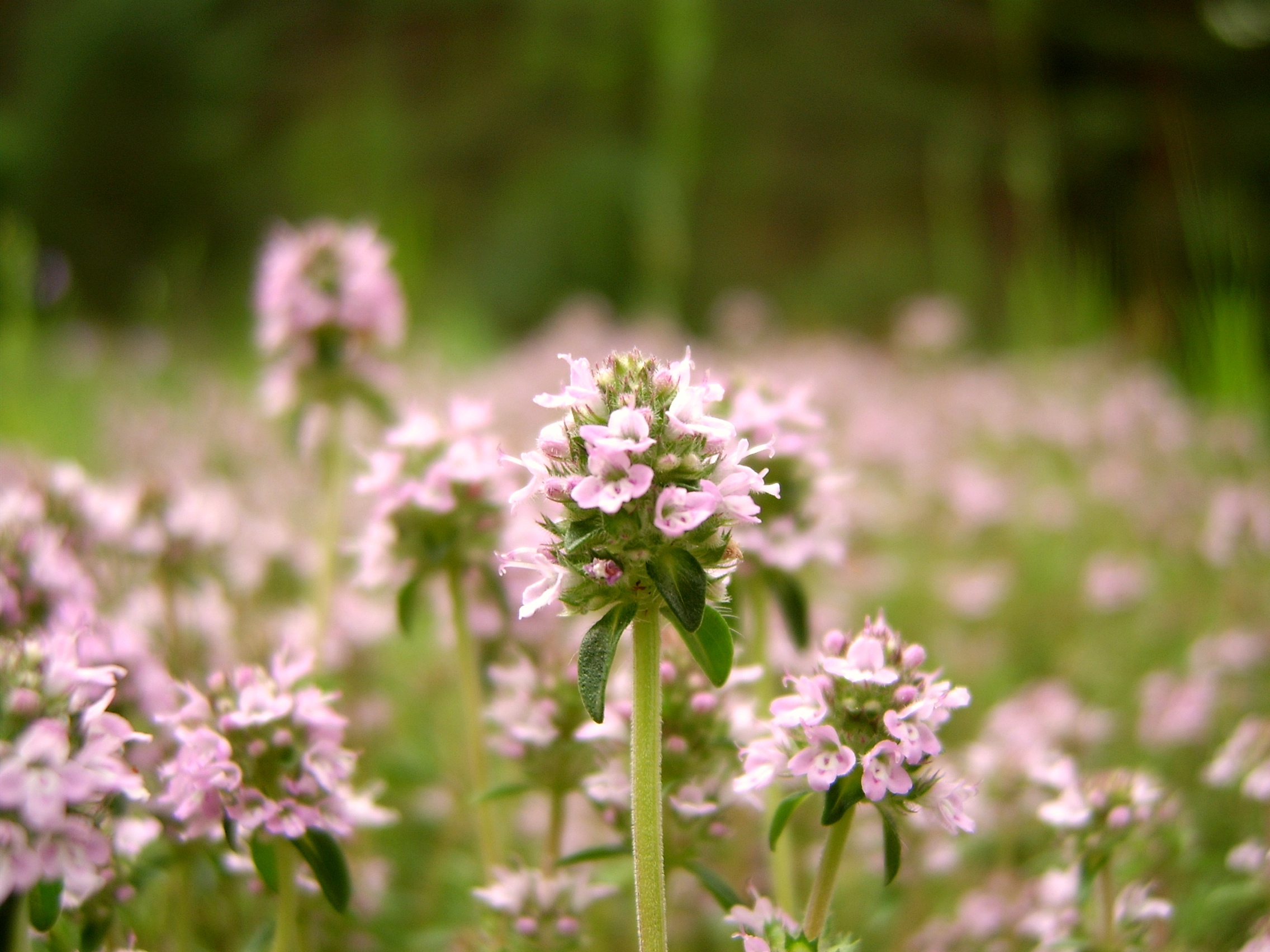
El Thymus vulgaris dona nom a la Timoneda

La composició química i la poca profunditat del sòl, junt amb una climatologia dominant n'han limitat el desenvolupament vegetal a una formació herbàcia arbustiva adaptada a les condicions del sòl i al clima àrid. La cobertura vegetal està formada per plantes de baixa alçada, gramínies, labiades, ranunculàcies, papilionàcies, orquídies i fins a tres-cents tàxons diferents, entre els quals destaquen plantes endèmiques i rareses vegetals que comparteixen la capacitat de suportar altes temperatures, la sequera de l'estiu i alhora les baixes temperatures de l'hivern i una mitjana de precipitacions de 350 mm/any. El timó (Thymus vulgaris), que dona nom a la timoneda, és una de les espècies més ben representades, a més de ser la més coneguda per les propietats medicinals que té.

## Fauna vertebrada

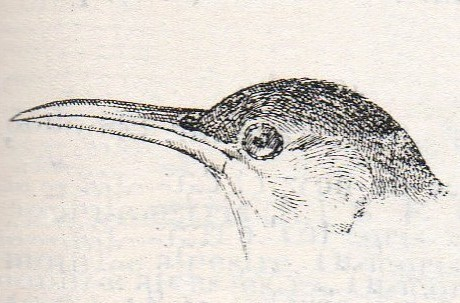
La timoneda d'Alfés és l'única localització a Catalunya on es troba l'alosa becuda

De la fauna vertebrada destaquen els ocells. La trenca (Lanius minur) també té a Alfés el nucli ibèric més important i és, alhora, el límit occidental de distribució mundial d'aquesta espècie. També s'hi poden trobar altres espècies d'ocells representatius de les estepes catalanes i de la vall de l'Ebre, d'altres no estrictament estepàries i nombroses espècies de rapinyaires diürns com l'esparver cendrós, el xoriguer comú i altres aus migratòries. A la timoneda també hi ha gran diversitat de poblacions d'artròpodes que són font essencial d'aliment dels ocells estèpics, especialment en època de cria.
Fins al 2005, l'Alfés tenia l'única colònia reproductora de Catalunya de l'alosa becuda (Chersophilus duponti), sent una de les espècies més importants, criaven unes 40-53 parelles (Moncasí i Vigué, 1994), però tot i que es va considerar extinta, l'any 2016 el Centre Tecnològic Forestal de Catalunya va confirmar la presència d'aquesta au.

## Fauna invertebrada
Els invertebrats, tot i estar menys estudiats, també són molt singulars. Així entre els lepidòpters, s'hi han detectat espècies d'indrets secs, força rares a Catalunya (Massot & Salas, 1996). Un exemple en serien Zegris eupheme i Melanargia ines, però també Lysandra bellargus, les larves de la qual s'alimenten fonamentalment d'Hippocrepis comosa, planta característica de la timoneda amb esparbonella, i Pseudophilotes panoptes, que s'alimenta exclusivament de timó. Entre els ortòpters destaca Prionotropis flexuosa, rar endemisme ibèric que a Catalunya, per ara, només s'ha trobat a la timoneda d'Alfés (Olmo, 2001).

## Protecció
La timoneda d'Alfés és l'últim gran erm àrid estèpic de Catalunya. Es troba a l'espai protegit de Secans de Mas de Melons-Alfés. Aquesta zona està inclosa al Pla d'espais d'interès natural (PEIN) des del 1992 i a la xarxa europea Natura 2000 des del 2003 com a Lloc d'Importància Comunitària (LIC) i com a Zona d'especial protecció per a les aus (ZEPA).
Fins a l'any 2014 hi ha una disputa per la utilització de l'aeròdrom d'Alfés. IPCENA va presentar un recurs contenciós administratiu davant del TSJC el 2009, contra el Pla d'Aeroports, Aeròdroms i Heliports de Catalunya 2009-2015, per incloure l'aeròdrom d'Alfes com aeròdrom esportiu, ja que la classificació de l'espai com a ZEPA difícilment era cohonestable amb els usos aeronàutics. Finalment, el Tribunal Superior de Justícia de Catalunya va dictar sentència favorable a la conservació d'aquest espai.